# Anisodes renistigma
Anisodes renistigma är en fjärilsart som beskrevs av Louis Beethoven Prout 1910. Anisodes renistigma ingår i släktet Anisodes och familjen mätare. Inga underarter finns listade i Catalogue of Life.